# 馬些路·迪·蘇沙
马赛洛·亚历桑德罗·德·索萨（Marcelo Alejandro De Souza，1975年09月30日—），出生于蒙得维的亚，烏拉圭已退役职业足球运动员，司職后卫。

## 外部連結
- Profile on National-Football-Teams （页面存档备份，存于）
- Profile at tenfieldigital